# Hverfisfljót
La Hverfisfljót est une rivière d'Islande s'écoulant dans le Sud du Pays. Elle prend sa source au Síðujökull, l'un des lobes glaciaires du Vatnajökull, se dirige vers le sud en descendant des Hautes Terres d'Islande vers le Brunasandur et se jette dans le Núpsvötn juste avant l'océan Atlantique.
La quasi-totalité de son cours longe le bord oriental de l'Eldhraun, une coulée de lave émise par le Laki en 1783 et qui a emprunté la vallée moyenne de la Hverfisfljót avant de s'étaler dans le Brunasandur.

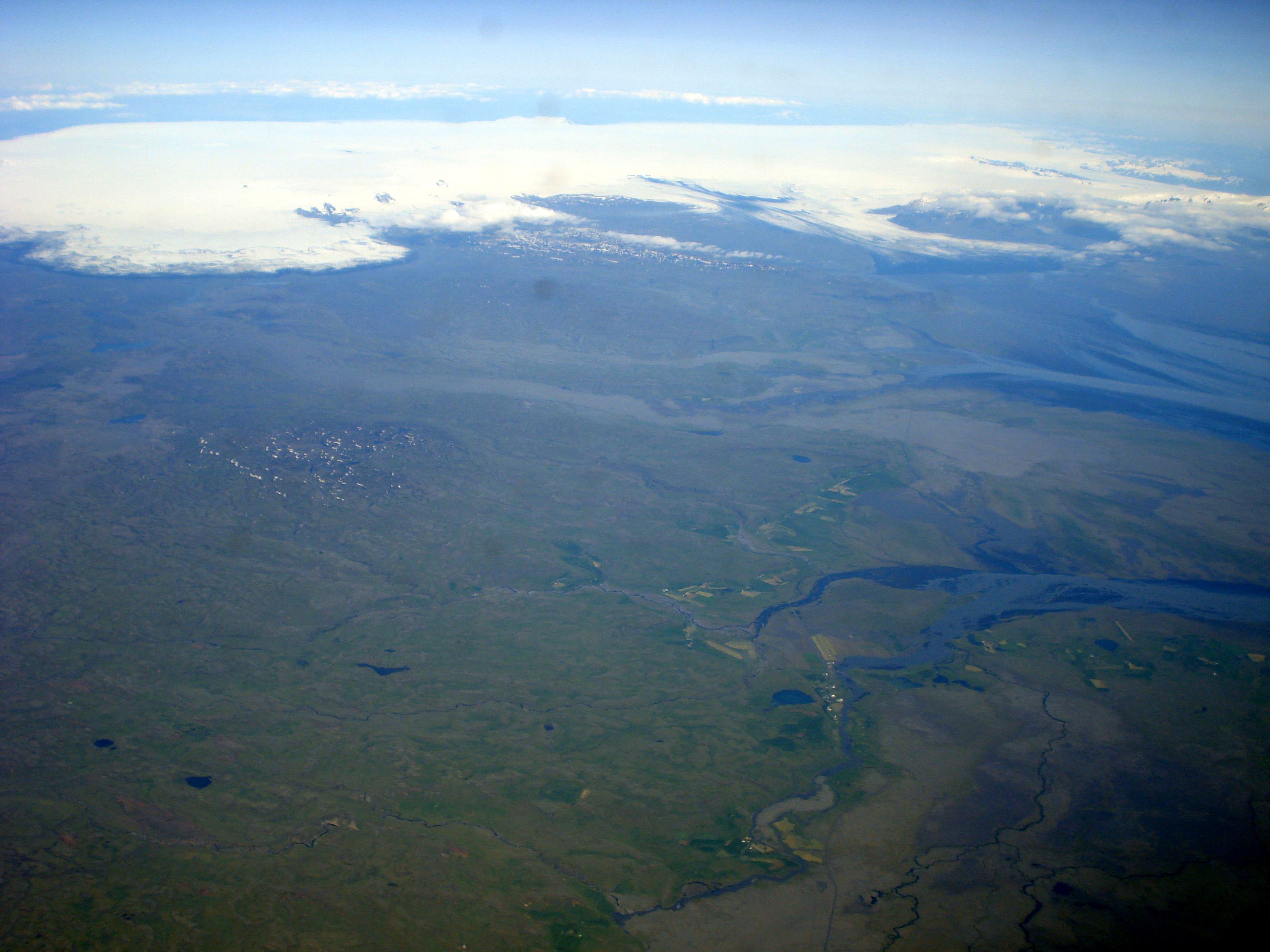
Vue aérienne d'une partie de la municipalité de Skaftárhreppur et du Vatnajökull avec le Síðujökull à gauche, source de la Hverfisfljót dont le cours est au centre de l'image et se dirige vers la droite.